# Japonské nudle

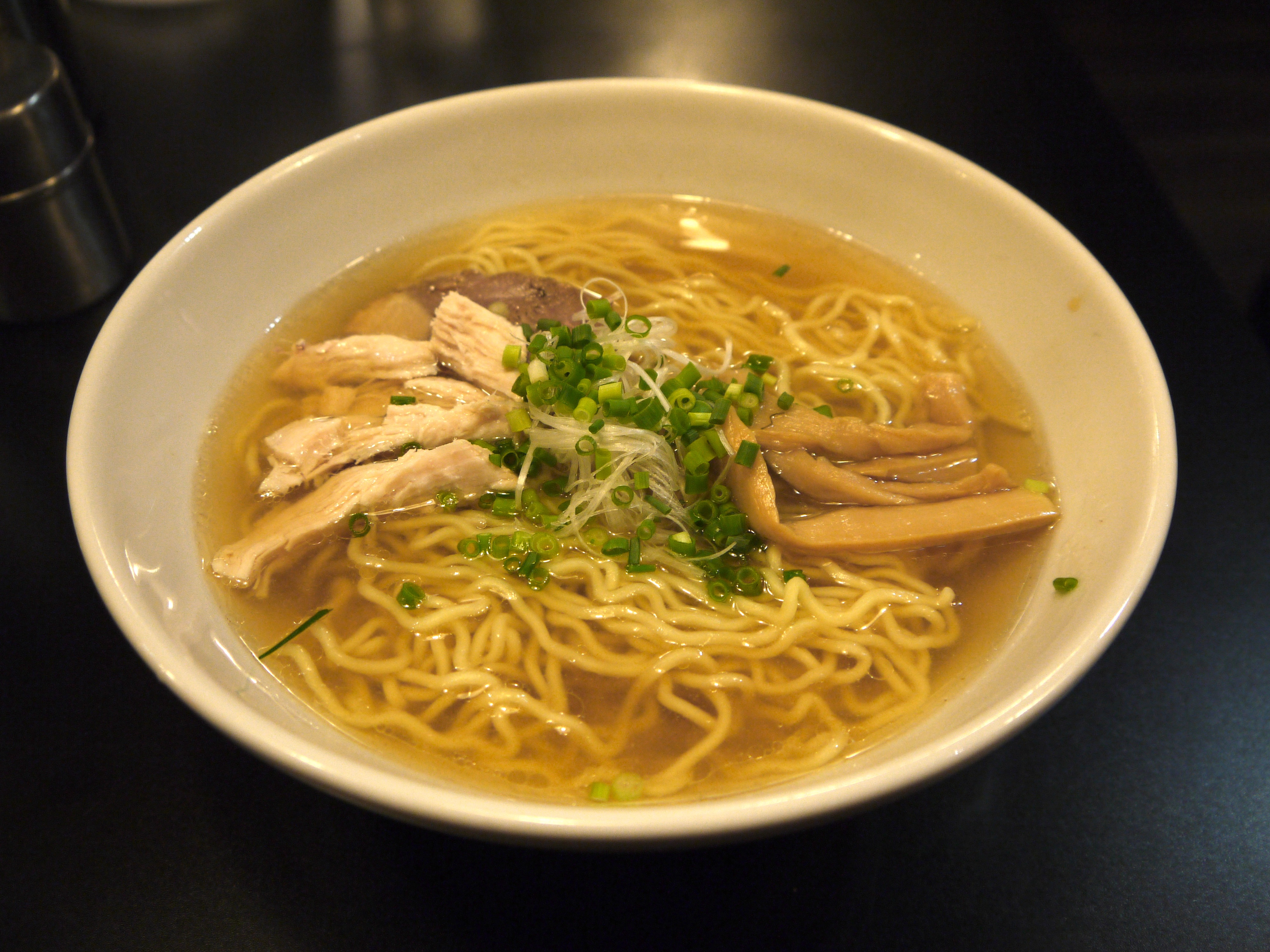
Nudle ramen

Japonské nudle (japonsky 日本麺) jsou důležitou součástí japonské kuchyně.  V Japonsku jsou nudle důležitou součástí jídelníčku, stejně jako v kuchyni čínské nebo korejské. V Japonsku se nudle připravují asi od roku 6000–5000 př. n. l. Japonsky se nudle řeknou ヌードル (núdoru) nebo 麺 (men). Stejně jako korejských nudlí je i japonských nudlí mnoho druhů.

## Typy japonských nudlí
V Japonsku se připravuje mnoho druhů nudlí, liší se ingrediencemi, použitím i místem, kde jsou připravovány.

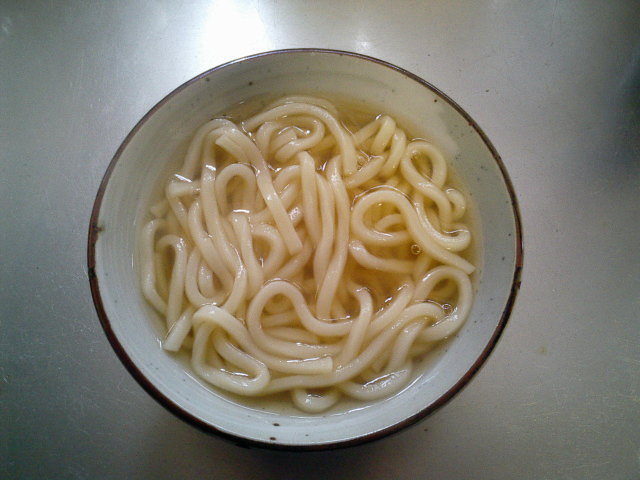
Nudle udon

- Ramen (ラーメン) – nejznámější japonské nudle, připravují se z pšeničné mouky, soli, vody a speciální alkalické vody kansui
- Širataki (白滝,しらたき) – nudle z rostliny konjak, jsou velmi pružné a žvýkavé
- Soba (蕎麦) – nudle z pohanky
- Sómen (素麺) – tenké bílé nudle z pšeničné mouky
- Udon (饂飩,うどん) – velmi silné nudle z pšeničné mouky
- Hijamugi (ヒヤムギ) – středně silné nudle podobné nudlí udon nebo sómen
- Harusame (春雨) – průhledné nudle z bramborového škrobu
- Tokoroten (心太, ところてん) – nudle obdélníkového průřezu podobné agaru

## Pokrmy z japonských nudlí

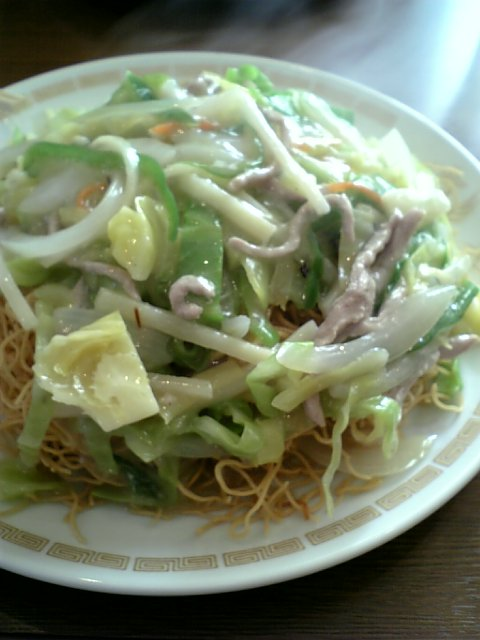
Sara udon

- Čanpon (ちゃんぽん) – polévka z nudlí rámen, smaženého vepřového, mořských plodů a zeleniny, specialita města Nagasaki a okolí.
- Sukijaki (すき焼き) – polévka z nudlí širataki, masa (nejčastěji hovězí), zeleniny, sójové omáčky, cukru a mirinu
- Oden (おでん) – polévka z vývaru z nudlí širataki s vařenými vejci, ředkve, podávaná s rybím koláčem
- Sara udon (皿うどん) – pokrm z nudlí udon se zelím, fazolovými výhonky, olihní, krevetami, rybami a vepřovým masem
- Ramen (ラーメン) – nudle ramen jsou konzumovány na mnoho způsobů (s kari, s miso aj.)
- Hakata rámen (博多ラーメン) – polévka z oblasti Hakata, z vepřového vývaru, kořeněná (například česnekem nebo zázvorem)